# Eu nu strivesc corola de minuni a lumii
Eu nu strivesc corola de minuni a lumii este o poezie de Lucian Blaga. Este prima poezie din volumul de debut al autorului, „Poemele luminii”, publicat în 1919.
Opera se încadrează în curentul modernist, face parte din specia artelor poetice și este compusă din 20 de versuri (dintre care numai două încep cu majusculă) structurate într-o singură strofă, cu rimă liberă și măsură care variază semnificativ. 
Tema poemului o constituie cunoașterea lumii prin iubire, fiind înfățișat conflictul dintre cunoașterea luciferică, realizată prin acceptarea misterelor Universului, și cea paradisiacă, fundamentată pe intelectualizarea și deslușirea enigmelor lumii. 